# Фототопографія
Фототопографія – розділ фотограмметрії, який розглядає питання теорії і технології визначення координат точок місцевості й створення топографічних карт за фотознімками. Методами Ф. також створюються плани гірничих виробок кар’єрів. 
Комплекс процесів для створення картографічних матеріалів називають зніманням фототопографічним, яке поділяють на: 
- аерофототопографічне знімання (використовуються аерофотознімки),
- наземне фототопографічне знімання (використовуються наземні фотознімки),
- комбіноване фототопографічне знімання (використовуються аеро- та наземні фотознімки),
- фототеодолітне знімання (використовуються фототеодолітні знімки).